# 霧峰系統交流道

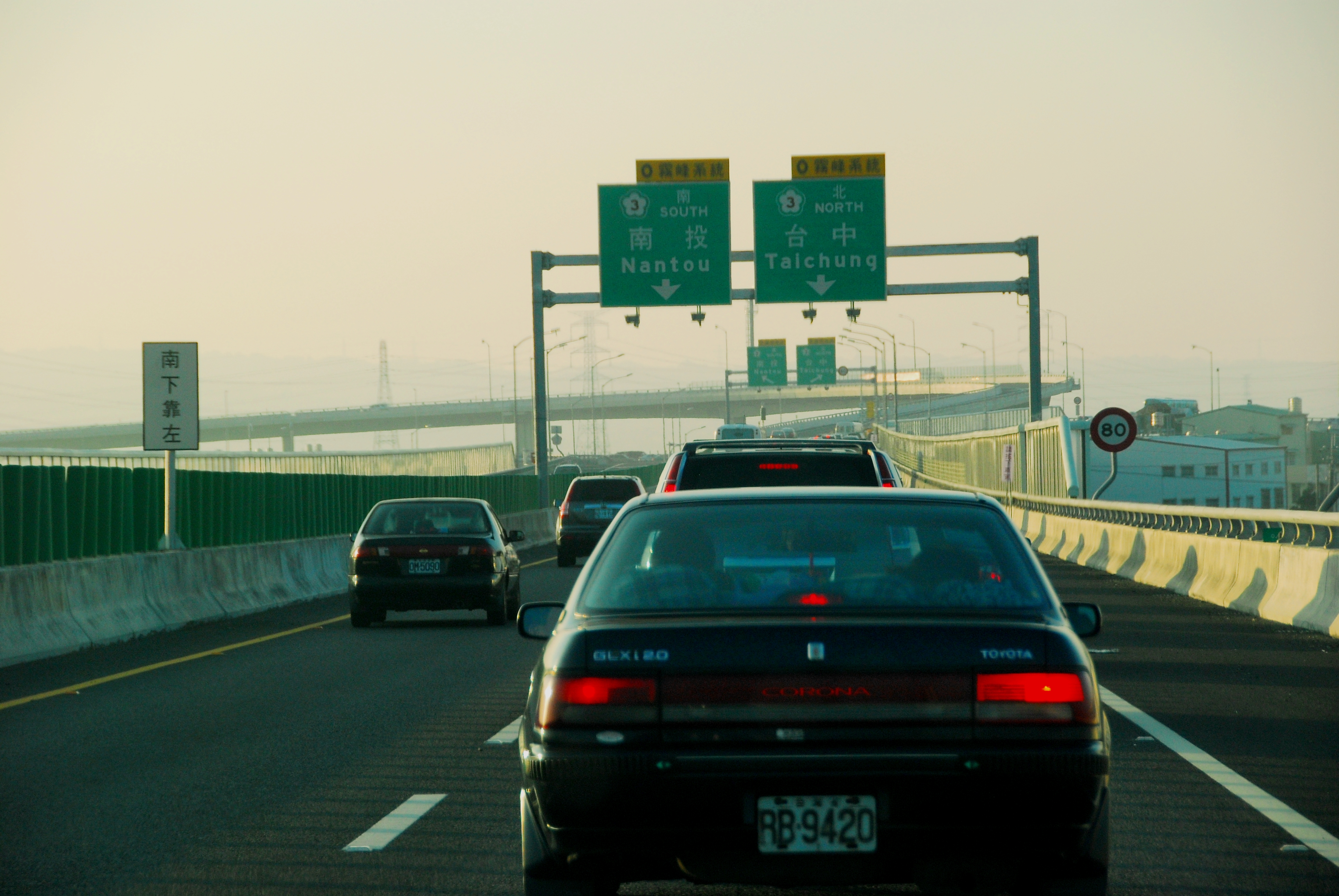
國道六號霧峰系統交流道西行終點

霧峰系統交流道（原稱中橫系統交流道）位於臺灣臺中市霧峰區，是國道三號及國道六號交會的系統交流道，位於國道三號214k、國道六號0k，霧峰系統交流道於2008年12月27日通車。
霧峰系統交流道因與霧峰交流道非常接近，常常有駕駛人因此搞混。
|                       | 214 霧峰系統 |  | 國姓 埔里 |
| 日月潭                | 214 霧峰系統 |  |           |
|                       | 0 霧峰系統   |  | 南投 臺中 |
| 高鐵彰化站 高鐵台中站 | 0 霧峰系統   |  |           |

## 外部連結
- 國道三號霧峰系統交流道示意圖 （页面存档备份，存于）（交通部高速公路局）